# Poolbillard-Jugendeuropameisterschaft 1993
Die Poolbillard-Jugendeuropameisterschaft 1993 war die 13. Austragung der von der European Pocket Billiard Federation veranstalteten Jugend-Kontinentalmeisterschaft im Poolbillard. Sie fand in Altach statt.
Ausgespielt wurden die Disziplinen 14/1 endlos, 8-Ball und 9-Ball sowie Mannschafts-Wettbewerbe in den Kategorien Junioren und Schüler. Zudem gab es erstmals einen Wettbewerb für Juniorinnen.

## Medaillengewinner
| Disziplin              | Gold                | Silber              | Bronze                       |       |
| ---------------------- | ------------------- | ------------------- | ---------------------------- | ----- |
| Junioren – 14/1 endlos | Andreas Roschkowsky | Jørn Kjølaas        | M. Kelz P. Rattacher         | [ 1 ] |
| Junioren – 8-Ball      | G. Hoberl           | Georg Rosl          | T. Juric R. Blomstedt        | [ 2 ] |
| Junioren – 9-Ball      | M. Schwendinger     | Dirk Bastin         | M. Modigh Morten Hansen      | [ 3 ] |
| Junioren-Mannschaft    | Norwegen            | Schweden            | Finnland Deutschland         | [ 4 ] |
| Schüler – 14/1 endlos  | Andreas Rindler     | Alexander Dremsizis | Christian Eimer S. Bergensen | [ 5 ] |
| Schüler – 8-Ball       | Andreas Himmelbauer | A. Bichler          | P. Klarstrom Marc Holtz      | [ 6 ] |
| Schüler – 9-Ball       | Jeff Degreef        | Maico Kollmeyer     | K. Midland P. Wyssen         | [ 7 ] |
| Schüler-Mannschaft     | Norwegen            | Österreich          | Schweden Deutschland         | [ 8 ] |
| Juniorinnen – 9-Ball   | Christine Feldmann  | A. Haraldson        | Anja Breuers S. Müller       | [ 9 ] |